# Adriano Louzada
Adriano Vieira Louzada (ur. 3 stycznia 1979 roku w Rio Branco) – brazylijski piłkarz występujący na pozycji napastnika. Obecnie gra w Sportingu Braga.

## Kariera klubowa
Adriano Vieira Louzada zawodową karierę rozpoczynał w zespole Portuguesa São Paulo. Następnie przeniósł się do innego klubu z tego miasta – SE Palmeiras, dla którego rozegrał 17 spotkań i strzelił 2 gole. Następnie przez rok Adriano występował w Vitórii Bahia, po czym powrócił do Palmeiras. W barwach drużyny z São Paulo brazylijski napastnik nie rozegrał jednak już żadnego spotkania w ligowych rozgrywkach.
W 2002 roku Adriano przeniósł się do portugalskiego Nacionalu Funchal, w barwach którego zadebiutował w pierwszej lidze. Przez 3 lata spędzone w Nacionalu Adriano prezentował bardzo dobrą skuteczność zdobywając w 89 ligowych występach 42 gole. W sezonie 2003/2004 z 19 bramkami na koncie Brazylijczyk zajął 2. miejsce w klasyfikacji najlepszych strzelców rozgrywek mając 1 trafienie mniej niż Benny McCarthy. W 2005 roku Adriano powrócił do Brazylii i został piłkarzem Cruzeiro EC.
Jeszcze w tym samym roku Adriano ponownie trafił do Portugalii, gdzie podpisał kontrakt z FC Porto. W debiutanckim sezonie zdobył 3 krajowe trofea – mistrzostwo, puchar oraz superpuchar kraju. W sierpniu 2008 roku Adriano miał trafił do CF Os Belenenses, jednak postanowił pozostać w Porto i rywalizować tam o miejsce w wyjściowym składzie. W sezonie 2008/2009 nie zagrał w żadnym spotkaniu. W 2009 roku napastnik odszedł do Sportingu Braga. Tam również został rezerwowym, bowiem od początku rozgrywek 2009/2010 w linii ataku grali Paulo César, Albert Meyong i Alan.

## Sukcesy
FC Porto
Mistrzostwo Portugalii: 2005/2006, 2006/2007, 2007/2008
Puchar Portugalii: 2005/2006
Superpuchar Portugalii: 2006/2007
 SE Palmeiras
Rio-São Paulo: 2000
Copa dos Campeões: 2000